# Pemphigus laurifolia
Pemphigus laurifolia är en insektsart. Pemphigus laurifolia ingår i släktet Pemphigus och familjen långrörsbladlöss. Inga underarter finns listade i Catalogue of Life.